# HD 189733 b
A HD 189733 b forró jupiter típusú exobolygó, a HD 189733 kettőscsillag körül kering. Az egyik elsőnek felfedezett fedési exobolygó. Nem mindennapi tulajdonságait hosszasan lehet sorolni: központi csillaga, a HD 189733 7,6 magnitúdós, azaz kisebb távcsővel is megfigyelhető, a bolygó átvonulásai pedig mintegy 3%-os fényességcsökkenéssel járnak, ami azt jelenti, hogy nagyon tapasztalt vizuális változócsillag-észlelők szabad szemmel is észrevehetik a bolygó átvonulását. Ez volt az egyik első bolygó, amelynek sikerült a színképét rögzíteni (a HD 209458 b-vel egyetemben), valamint sikerült a bolygó vázlatos időjárástérképét is megrajzolni, közvetett észlelési módszerek segítségével.
2007 júliusában vízgőz jelenlétét mutatták ki a bolygó 1300 °C-os légkörében a Spitzer űrtávcső segítségével, később a Hubble űrtávcső metánt, majd 2008 decemberében szén-dioxidot és szén-monoxidot (ez utóbbinak sikerült először emissziós vonalait kimutatni, a többi vegyületet abszorpciós vonalaik jelenléte árulta el) is kimutatott.